# Ижморское городское поселение
Ижморское городско́е поселе́ние — упразднённое муниципальное образование в Ижморском районе Кемеровской области Российской Федерации.
Административный центр — пгт Ижморский.

## История
Статус и границы городского поселения установлены Законом Кемеровской области от 17 декабря 2004 года № 104-ОЗ «О статусе и границах муниципальных образований»

## Население
| 2009  | 2010  | 2011  | 2012  | 2013  | 2014  | 2015  |
| ----- | ----- | ----- | ----- | ----- | ----- | ----- |
| 5642  | ↗6319 | ↘6306 | ↘6119 | ↘5971 | ↘5786 | ↘5645 |
| 2016  | 2017  | 2018  | 2019  |       |       |       |
| ↘5514 | ↘5418 | ↘5316 | ↘5257 |       |       |       |

## Состав городского поселения
| № | Населённый пункт | Тип населённого пункта      | Население |
| - | ---------------- | --------------------------- | --------- |
| 1 | Азаново          | деревня                     | 70        |
| 2 | Берёзовский      | посёлок                     | 141       |
| 3 | Ижморка 2-я      | село                        | 493       |
| 4 | Ижморский        | пгт, административный центр | ↗4789     |